# يورتميكس
يورتميكس (Eurythmics) هي فرقة موسيقية بريطانية تتكون من الثنائي آني لينوكس (Anne Lennox) و ديفيد أي. ستيورت (David A. Stewart).

## روابط خارجية
- يورتميكس على موقع IMDb (الإنجليزية)
- يورتميكس على موقع ميوزك برينز (الإنجليزية)
- يورتميكس على موقع رولينغ ستون (الإنجليزية)
- يورتميكس على موقع أول ميوزيك (الإنجليزية)
- يورتميكس على موقع ديسكوغز (الإنجليزية)